# Décès en avril 2002
Décès
- 1998
- 1999
- 2000
- 2001
- 2002
- 2003
- 2004
- 2005
- 2006

Pour une information complémentaire, voir la page d'aide.

| Date      | Nom                                             | Activités | Âge | Source |
| --------- | ----------------------------------------------- | --- | --- | ------ |
| 1er avril | Simo Häyhä                                      | tireur d'élite finlandais durant la Guerre d'Hiver considéré comme le meilleur tireur d'élite de toute l'histoire | 96  |        |
| 2 avril   | Jack Kruschen                                   | Acteur canado-américain.                                                                                          | 80  |        |
| 3 avril   | Ernst Stojaspal                                 | Footballeur international autrichien.                                                                             | 77  |        |
| 5 avril   | Raymond Guerrier                                | peintre français de l'École de Paris                                                                              | 82  |        |
| 5 avril   | Layne Staley                                    | chanteur américain d'Alice in Chains                                                                              | 34  |        |
| 7 avril   | John Agar                                       | acteur américain                                                                                                  | 81  |        |
| 7 avril   | Georges Van Coningsloo                          | coureur cycliste belge                                                                                            | 61  |        |
| 8 avril   | Maria Felix                                     | actrice mexicaine                                                                                                 | 88  |        |
| 9 avril   | Pires Constantino                               | footballeur brésilien                                                                                             | 72  |        |
| 11 avril  | Pierre Siniac                                   | écrivain français                                                                                                 | 73  |        |
| 12 avril  | Jacques Poirier                                 | peintre et illustrateur français                                                                                  | 74  |        |
| 12 avril  | Jacques Poli                                    | peintre français                                                                                                  | 63  |        |
| 14 avril  | Francisco Llácer Pla                            | compositeur et chef de chœur espagnol                                                                             | 83  | (de)   |
| 14 avril  | Michel Terrasse                                 | peintre et décorateur français                                                                                    | 73  |        |
| 16 avril  | Ramiro de León Carpio                           | juriste et homme d'État guatémaltèque                                                                             | 60  | (es)   |
| 18 avril  | Thor Heyerdahl                                  | anthropologue, archéologue et navigateur norvégien                                                                | 87  |        |
| 19 avril  | Alberto Beltrán                                 | Peintre, muraliste, illustrateur, caricaturiste et graveur mexicain.                                              | 79  | (en)   |
| 20 avril  | Francis Lemarque                                | chanteur et auteur-compositeur français                                                                           | 84  |        |
| 20 avril  | Pierre Rapsat                                   | Auteur-compositeur-interprète belge                                                                               | 53  |        |
| 21 avril  | Graham McVilly                                  | coureur cycliste australien                                                                                       | 53  |        |
| 23 avril  | Gilbert Robin                                   | Footballeur français.                                                                                             | 59  |        |
| 24 avril  | Jean-Pierre Destrumelle                         | Joueur et entraîneur de football français.                                                                        | 61  |        |
| 24 avril  | Gloria Escoffery                                | poétesse jamaïcaine                                                                                               | 78  |        |
| 25 avril  | Michael Bryant                                  | acteur anglais | 74  |        |
| 25 avril  | Lisa Lopes, plus connue sous le nom de Left Eye | rappeuse, chanteuse, parolière et actrice américaine, membre du groupe TLC                                        | 30  |        |
| 27 avril  | Ruth Handler                                    | créatrice de la poupée Barbie                                                                                     | 85  |        |
| 28 avril  | Général Alexandre Lebed                         | gouverneur et ancien candidat à la présidence russe                                                               | 52  |        |
| 29 avril  | Sune Andersson                                  | Footballeur international suédois devenu entraîneur.                                                              | 81  |        |
| 29 avril  | Gérard Leymang                                  | homme politique vanuatais                                                                                         | 64  |        |
| 30 avril  | Sylvain Lelièvre                                | chansonnier québécois                                                                                             | 59  |        |